# Koreai újév
A koreai újév (hangul: 설날, Szollal, RR: Seolnal) az egyik legjelentősebb tradíció Koreában, ami három napig tart, az újév előtti nap, maga az újév napja és az újév utáni nap. 
Először kínai írásokban volt megemlítve, hogy a koreaiak már Silla idejében ünnepelték a holdnaptár szerinti újévet. Szintén írásos emlékekből tudjuk, hogy Csoszon (Joseon) idején a hivatalnokok mind összegyűltek a palotánál és elmondták újévi köszöntéseiket. Ide vezethető vissza a koreai újév múltjának története.

## A holdnaptár szerepe

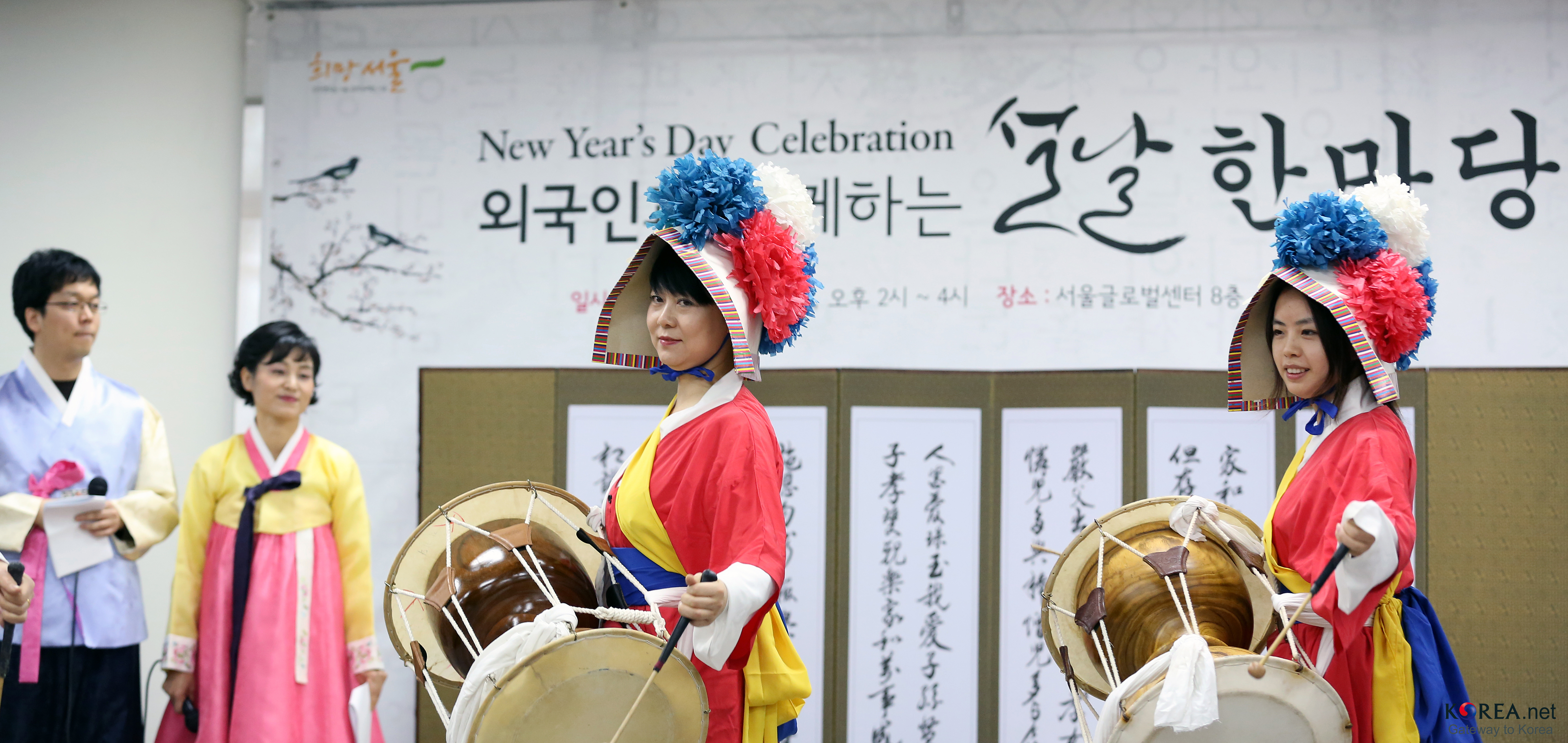
Koreai újévi fesztivál

A koreai ünnepek közül kiemelkedik a holdújév, melyet a régi időkre lehet visszavezetni, amikor a földműveseknek az időszámításban a holdnaptár (음력, umnjok (uumnyeok)) segített. A koreai újév a koreai holdnaptár első hónapjának első napja, elnevezése: umnjok szollal (umnyeok seolnal) (음력 설날), melynek jelentése „holdújév”. Leggyakrabban egyszerűsítve használják ezt, így az elnevezés csak szollal (seolnal) (설날).

## Szertartások

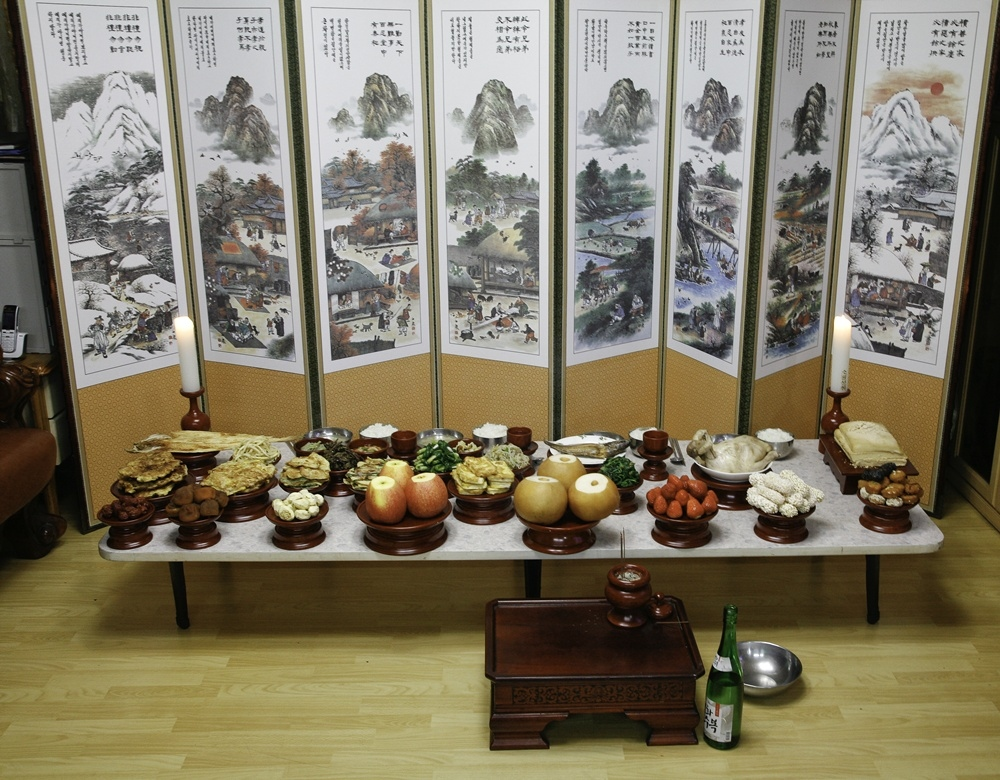
csharjeszang (charyesang)

Az újév egyik meghatározó eseménye az elhunytakról való megemlékezés, akik általában mind a szülőhely közelében lettek eltemetve. A megemlékezés során két fontosabb szertartást végezhetnek, az egyik a csesza (jesa) (제사), a másik pedig a csharje (charye) (차례).
A cseszát (jesát) általában az elhunyt halálának évfordulóján végzik, éjszaka (éjfélkor), ilyenkor előkerül a fából készült asztalka (cseszaszang (jesasang), 제사상), amit különböző étellel raknak meg, hogy a szellemek elfogyaszthassák.
A csharje (charye) szertartáson szintén megjelenik a kis asztalka (csharjeszang (charyesang), 차례상), ez annyiban különbözik a fent említett szertartástól, hogy ilyenkor nem egy konkrét rokon emlékére végzik, hanem összességében valamennyi elhunyt rokonra emlékeznek. Ilyenkor az asztalra rizstészta-leves és rizs kerül. Az elhunyt szellemének számára az evőeszközök sorrendje megváltozik, bal oldalra kerül a pálcika és jobb oldalra a kanál. Ilyenkor a rizsbe beleszúrhatják a pálcikát, ami máskor nem megengedett, hiszen a halált jelentheti. Csharje (Charye) szertartást még a 8. hónap 15. napján is végeznek, cshuszok (chuseok) (추석) alkalmával. 
Mindkét szertartásra egyaránt jellemző, hogy a gyümölcsök elhelyezkedését szigorú szabályokhoz kötik (vörös kerül kelet felé, fehér nyugatra), meghatározzák, mi kerülhet az asztalra: friss rizsből készült főtt rizs, körte, alma, szőlő, hús, sült hús és sült hal. Ezzel ellentétben az őszibarack nem kerülhet fel, mert a gyümölcsön lévő kis szőrök megakadhatnak a szellem torkán. A szertartások során a család férfi tagjai meghajolnak az asztal előtt, míg a nők a háttérbe szorulnak, majd mindenki elhagyja a szobát, hogy a szellem nyugodtan egyen, a maradékot pedig a család elfogyasztja.

## Szokások

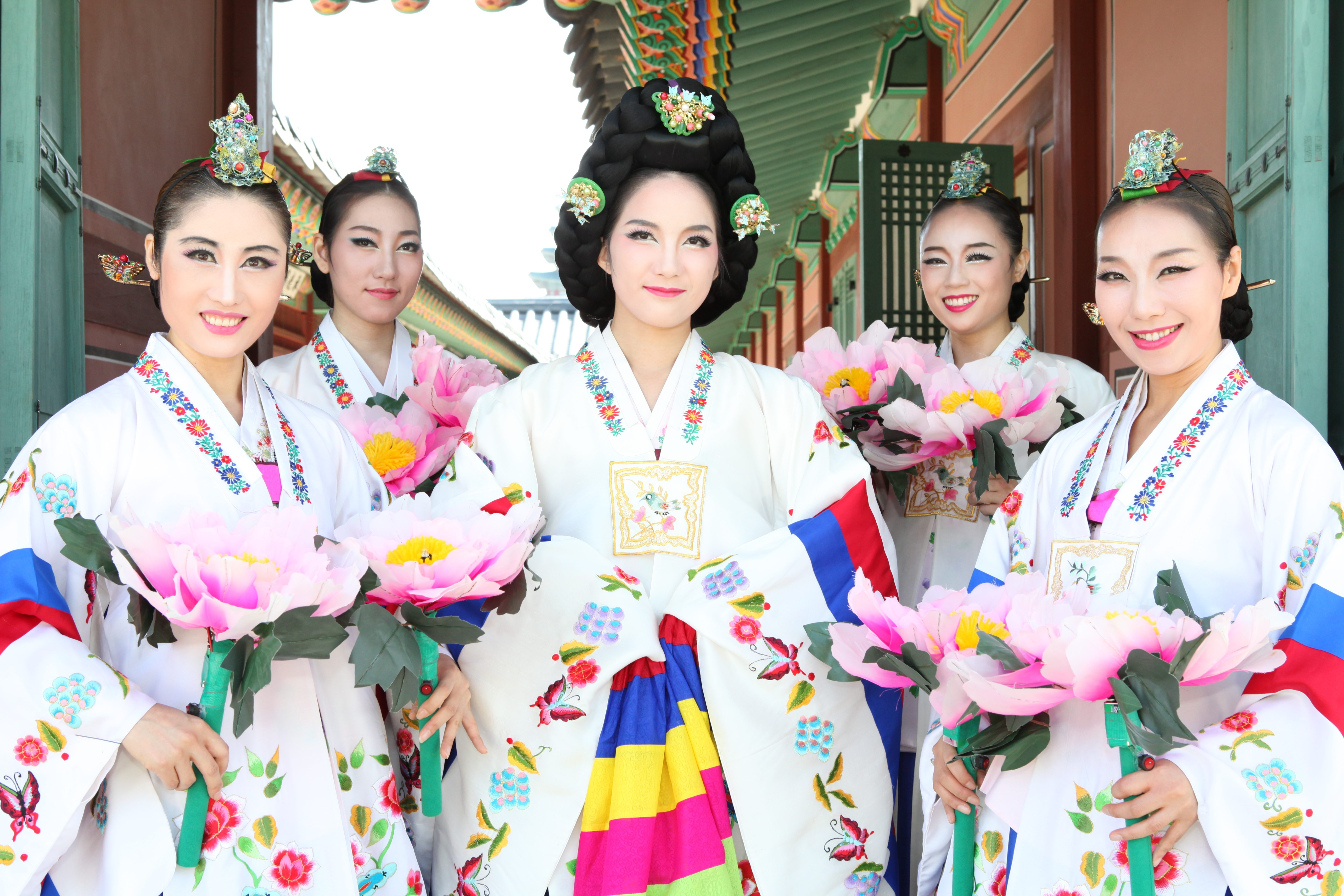
hanbok

Az ünnep alatt sokan tradicionális ruhákat öltenek, hanbokot (한복).
Egy másik hagyomány a fából készült holdház építése, amivel a rossz erőket és a gonosz szellemeket kívánják távol tartani. Sokan úgy vélik, hogy egy ilyen ház építése valóra váltja majd kívánságaikat az újévre nézve.
A szebe (sebae) (세배) tradicionális koreai újévi köszöntés az idősek felé (családtagok, ismerősök, feljebbvalók). Mély meghajlásból áll, mely során letérdelnek a földre, kinyújtják maguk elő mindkét kezüket és meghajolnak. Az újévi ünnepség a csharje (charye) szertartással kezdődik, teaceremónia követi, majd a szebe (sebae). A meghajlást a rokonok és a szomszédok felé az új évet követő első öt napban be kell mutatni. 

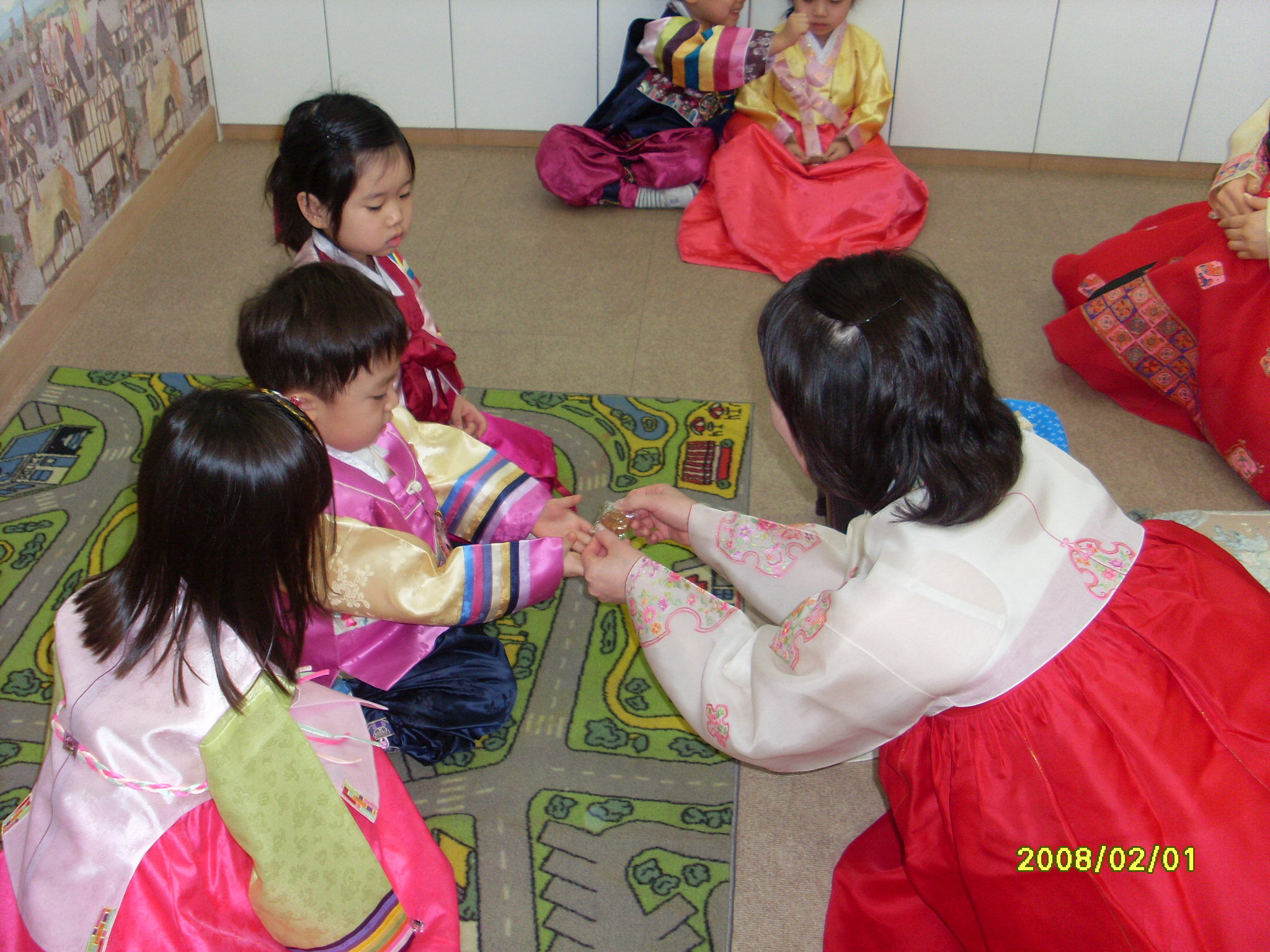
szebe (sebae)

A szebe (sebae) alatt a Szehe pok manhi paduszejo (Saehae bok mani badeuseyo) (새해 복 많이 받으세요) mondattal fejezik ki jókívánságaikat a következő évre. Az idősek általában újévi pénzzel viszonozzák a köszöntést, amit egy szerencsehozó tasakban adnak át, mely díszített és selyemből készült, majd úgynevezett toktam (deokdam)ot (덕담), pár bölcs szót mondanak. A régi időkben rizsből készült süteményt vagy gyümölcsöt adtak ilyenkor a gyerekeknek, fiataloknak. Manapság népszerű ajándék a szülők számára a ginzeng, a méz, különféle ajándékkosarak és szépítkező szerek.
Ha a család gyászol, a rokonok, szomszédok meglátogatják a sírt, ezzel fejezve ki tiszteletüket a halott szelleme felé. A tradíciók szerint ilyenkor a gyászoló család nem hagyja el a házat legalább 15 napig. 
A hagyományos meghajlás és az eközben váltott újévi jókívánságok alapja az a hit, mely szerint a szavaknak bűvös ereje van: ha kimondják őket, valóra is válnak.

### Újévi ruha
Régi hagyomány, hogy újév napján teljesen új ruhát kell magára öltenie az embernek (설빔, szolbim (seolbim) vagy 세장, szedzsang (sejang)), amit külön erre az alkalomra vásárolt vagy készített. Általában újév napján veszik fel, mielőtt még elmennének meghajolni a családtagok előtt, színe általában nagyon világos, élénk színű, például kék, piros vagy fehér. Legtöbbször a hozzá tartozó kabátka zöld színű, míg a felső része fehér vagy zöld árnyalatú lehet. Ezek az élénk és világos színek az új évre nézve reményt jelentenek, mind a gyermekek, mind a felnőttek számára. A tehetősebb családok mindig jó anyagból készítették ezt az öltözetet, mint például mintás szőtt selyem, míg a szegényebbek sima selyemből. Még ha a szegényebb családok nem is tudták megtenni, hogy teljesen új öltözetet vegyenek, megpróbáltak legalább egy teljesen új ruhadarabot viselni újév napján (pl. új zoknit).

### Játékok

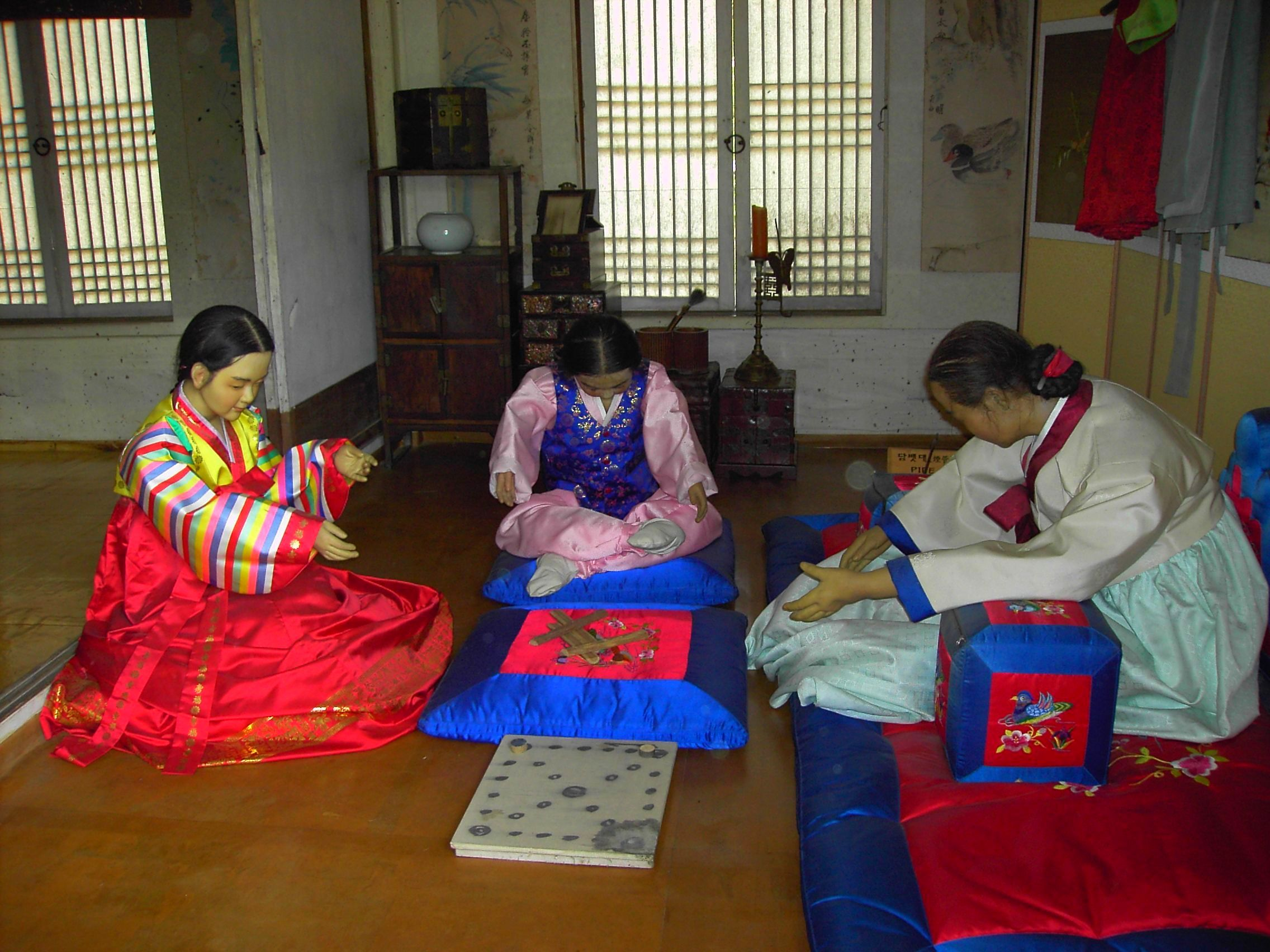
junnori (yunnori)

Az újév alatt megszokott, hogy a család különböző játékokkal mulatja az időt:
- jonnalligi (jeonnalligi) (연날리기): sárkányeregetés
- csegicshagi (jegichagi) (제기차기), a dekázáshoz hasonlító játék
- nolttügi (neolttwigi) (널뛰기): állva játszott libikóka
- junnori (yunnori) (윷놀이): táblajáték

### Kübalgiszul(Gwibalgusul)
A gübalgiszul (gwibalgusul) (귀밝이술) olyan alkoholos ital, amel a koreaiak szerint a hallást élesíti. A holdnaptár első hónapjának 15. napján isszák, reggeli előtt. Régen úgy hitték, hogy ez a rizsből készült pálinka jó hatással lesz a hallásra. A családban nemtől és kortól függetlenül mindenki ivott, először a legidősebb férfi tag, majd a többi férfi családtag kor szerint, utána a nők. A gyerekek szigorúan csak az ajkukat nedvesíthették meg vele, míg az idősebbek ez alatt a „Legyen jó hallásod!” jókívánságot mondogatták. A tradicionális koreai szokások közül ez hiányzik, hiszen a konfuciánus elveknek ellent mondott, ha az apa a gyermekével ivott. A Csoszon (Joseon) időszakban terjedt el jobban, főleg újév táján, hiszen hitünk szerint ezzel ki tudják majd kerülni a csapdákat, amik esetleg rájuk várnak az új év során és jó szerencsét hoz a jövőre nézve. Ebben az időben a sima rizsbort melegen szolgálták fel, míg a gübalgiszul (gwibalgusul)t hidegen. Olyan erőt kölcsönöztek neki, mellyel távol tarthatja a gonosz, ártó szellemeket.

## Jelentősége
A koreai újév a családi összetartozás ünnepe, a koreaiak nagyon fontosnak tartják a szülőföldet, azt a helyet (várost, falut, tartományt stb.), ahol felnőttek. Az urbanizáció során nagy változások történtek, generációk szakadtak el egymástól, így még fontosabbnak tartják, hogy legyen az évnek egy olyan napja, amikor mindenki visszatér a gyökerekhez. Nem ritka ilyenkor a rokonlátogatás, az ünnep másik fontos oldala pedig az ősök tisztelete.

## Turisztikai látványosságként
Sok külföldi érkezik újév idejére Dél-Koreába, ezért vannak helyek, melyek külön erre az ünnepre fesztiválokat rendeznek. Manapság egyre népszerűbb turista-látványosságok épülnek az újévre, egyre több és több külföldit vonzva ezzel Koreába. 
A szöuli Namszangol (Namsangol) hanokfaluban tradicionális előadásokat tartanak ilyenkor, népi játékokat játszanak. Rizstészta levest ehetnek, rizsből készült süteményt készíthetnek és megírhatják újévi kívánságaikat is. 
Különböző rendezvények során zenekíséret mellett imádkozhatnak a látogatók a bőséges újévért és jövendőmondó segítségével megtudhatják azt is, mi vár rájuk az évben. Arcfestést is kérhetnek, felpróbálhatnak hanbokot és koreai tradicionális táncműsort is megtekinthetnek.